# Tidarren usambara
Espèce
Tidarren usambara est une espèce d'araignées aranéomorphes de la famille des Theridiidae.

## Distribution
Cette espèce est endémique de Tanzanie.

## Étymologie
Son nom d'espèce lui a été donné en référence au lieu de sa découverte, les monts Usambara.

## Publication originale
- Knoflach & van Harten, 2006 : The one-palped spider genera Tidarren and Echinotheridion in the Old World (Araneae, Theridiidae), with comparative remarks on Tidarren from America. Journal of Natural History, vol. 40, no 25/26, p. 1483-1616.